# Бердичівський трамвай
Бердичівський трамвай — система трамвая на кінній тязі, що діяла у місті Бердичеві (Житомирська область).

## Коротка історія
1889 року опікунське управління Бердичева підписало контракт з інженерами Гилевичем, Селецьким та Сучковим на побудову у місті колій міської залізниці. Навесні 1892 року розпочалися будівельні роботи.
Рух був відкритий 5 серпня 1892 року. Єдина лінія пролягала від залізничного вокзалу вулицями Білопільською до монастиря кармелітів і закінчувалася біля мосту через р. Гилоп'ять. На лінії протяжністю 3 км працювали 6 однокінних вагонів, вартість проїзду становила 5 копійок.
1897 року конка перейшла до бельгійського трамвайного тресту Емпена. Пізніше, 1913 року, планувалося розпочати електрифікацію лінії, однак цим планам завадила війна. Лінію електрифіковано не було.
Остаточно закрито систему 1921 року.